# Martinovics-hegyi Pince-barlang
A Martinovics-hegyi Pince-barlang az egyik kis méretű barlang, amely a Budai-hegységben, Budapest XII. kerületében helyezkedik el.

## Leírás
A Duna–Ipoly Nemzeti Park területén lévő Kis-Sváb-hegyen található a barlang. (A hegyet 1950-ben Martinovics Ignácról nevezték el. A Kis-Sváb-hegy nevet 1991-ben kapta vissza.) A hegy É-i részén lévő, már nem működő kőfejtő D-i oldalának, sziklafalának tövében, 210 m tszf. magasságban helyezkedik el a barlang két bejárata, amelyek mesterségesen lettek kialakítva. A bejáratok laposan kezdődnek, majd gyorsan bekapcsolódnak egy nagy (7×4 m² alapterületű és 3,5 m magas) terembe. A barlang befoglaló kőzete eocén mészkő.
A barlang lehet, hogy óvóhelynek lett kialakítva. Téglafalak figyelhetők meg benne, amelyek készítésének oka ismeretlen (állagmegóvás, elválasztás?). A kisebbik, téglafalakkal határolt bejárat közelében van az a néhány méteres rész, amely természetes barlangüregnek nyilvánítható. Minden bizonnyal ez alapján, ennek mentén hozták létre a mesterséges tárót, de elképzelhető, hogy csak véletlenül lett harántolva. A mennyezeti hasadékból és néhány gömbfülkéből álló üreg aljzata és egyik oldala teljesen hiányzik, le lett fejtve. Alig vannak képződményei. Lehet, hogy folytatódik lefelé az üreg, amiről érdemes lenne megbizonyosodni.
Írott művekben lehet, hogy ez a barlang volt nevezve Kis-sváb-hegyi kőfejtő kristályürege (Bertalan, Schőnviszky 1973–1974), Kis-Sváb-hegyi kőfejtő sziklaürege (Kordos 1984), Kissvábhegyi kristályüreg (Bertalan 1976), Kristály-barlang (Pápa 1943), Kristálybarlang (Pápa 1957), Kristálypince (Bertalan 1976), Martinovich-hegyi-barlang (Józsa 1963), Martinovich-hegyi barlang (Kordos 1984), Martinovicshegyi kristályüreg (Bertalan 1976) és Martinovics-hegyi üreg (Sásdi 1993) neveken. A Kétlyukú-barlang (Nyerges 2005) név biztos, hogy a Martinovics-hegyi Pince-barlang másik neve. 2005-ben volt először Martinovics-hegyi Pince-barlangnak nevezve a barlang az irodalmában (Nyerges 2005).

## Történet
Koch Sándor 1939-ben megjelent közleményében meg van említve, hogy a Martinovics-hegyen és a Hűvösvölgyben található mészkőbányákban végzett robbantás kristályüreget tárt fel (Koch Sándor kisdiák korában). A mészkőüreg falain borsárga, áttetsző kalcitkristályok százai ragyogtak. A kőzetet sűrűn egymás mellé települve borították a kalcitkristályok. A majdnem egyforma nagyságú kristályok közül néhány jól megtermett díszpéldány kiemelkedett. Ha szerencséjük volt Koch Sándoréknak, akkor találtak olyan darabokat is, amelyeket a barit sárga, apró, táblás kristályai borítottak, de nagyon ritkán volt olyan is, hogy fluorit színtelen, apró kockái rejtőztek a kis kalcitkristályok között.
Pápa Miklós 1943-ban megjelent tanulmányában az olvasható, hogy érdekes a Kis-Sváb-hegyen lévő Kristály-barlang, amelyben még mostanában is tanyáztak csavargók, akik a néptelen utakon arra járókat (esténként) kifosztották. Az üreg alacsony bejáratán csak hason fekve lehet bekúszni. Pápa Miklós először hétköznap délután járt benne. Ezen a délutánon Pápa Miklósék a barlangban ócska ruhadarabokat, gyertyamaradványokat és szalmafekhelyet láttak. Másodszor vasárnap reggel látogattak el a barlanghoz. Amikor vasárnap reggel be akartak mászni a barlangba, akkor egymásután három börtönreérett kinézetű, züllött ruházatú alak bújt ki a barlangból. Később a rendőrség betömette a barlangot. Az 1957-ben kiadott Budai hegyek útikalauz szerint a Martinovics-hegy egyik bányájában van a szép Kristálybarlang, amely be lett tömve. Az 1958-ban napvilágot látott, Budapest természeti képe című könyvben, a János-hegy–Hárs-hegy csoportjának és a Csíki-hegyek barlangjairól szóló részben az van írva, hogy a Martinovics-hegy mészkőbányáiban fel lett tárva néhány karsztos járat, amelyeknek néhány pontján lerakódott szép kalcit, és egyéb kristályok.
Az 1960. évi Karszt- és Barlangkutatási Tájékoztatóban szó van arról, hogy Koch Sándor a Martinovics-hegy kis üregeiben megfigyelt érdekes ásványtársaságot. Fennőtt sárga kalcitszkalenoéderek között fluoritkristálykákat és 0,3–0,6 mm-es kristálytűkből álló goethit tűket észlelt. Híres ásványlelőhelyek a Martinovics-hegy mészkőhasadékai és kis üregei. Az üregek közül kevés éri el, vagy közelíti meg az ember által járható méretet, ezek ezért nem barlangi előfordulások. A Martinovics-hegy nem barlangi lelőhelyén lévő kalcitkristályokon fennőtt, kristályos kvarc lett kimutatva, amely a Budai-hegységben csak itt fordul elő. A martinovics-hegyi fluoritelőfordulás nem barlangi jellegű.

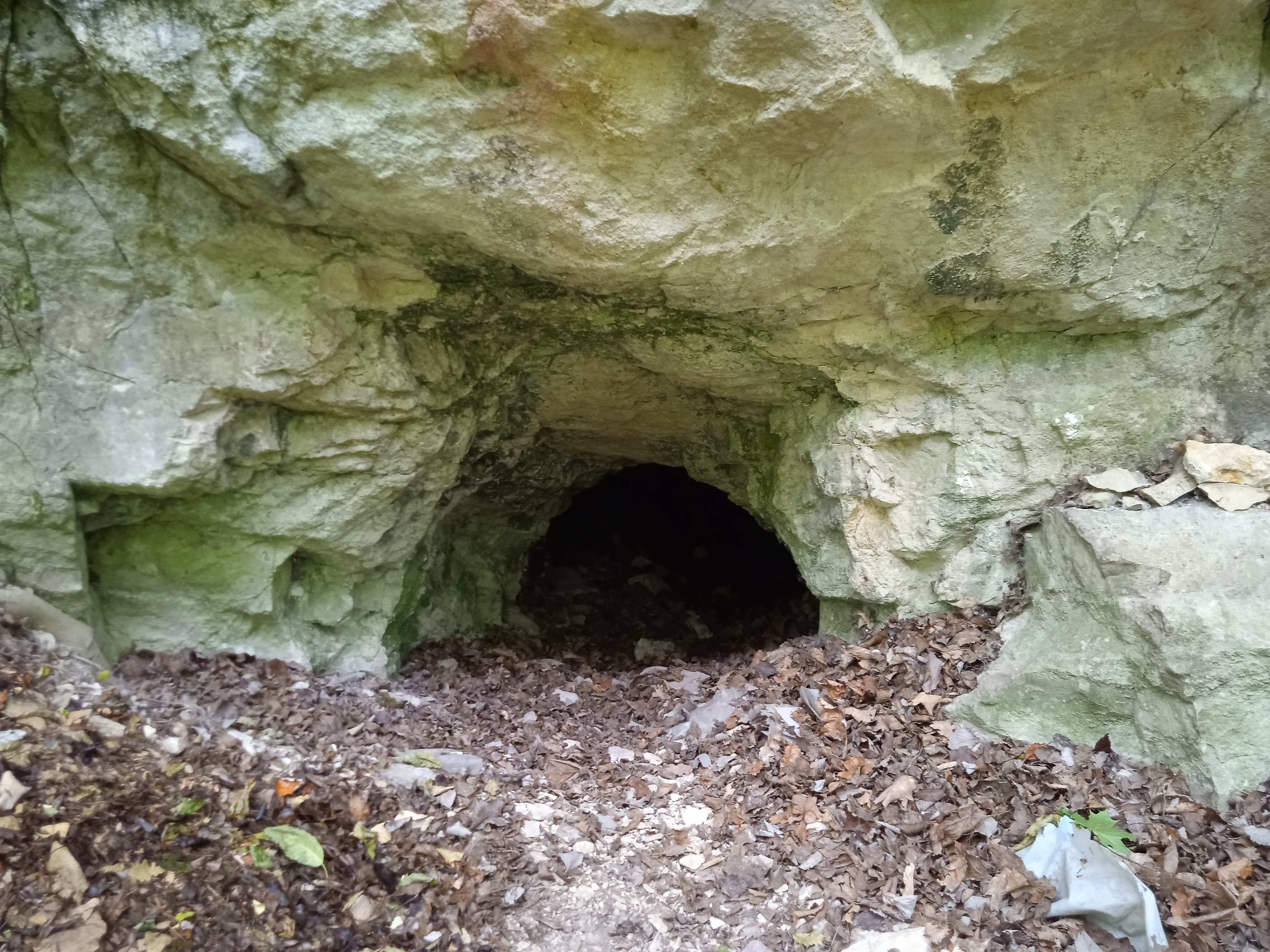
A Martinovics-hegyi Pince-barlang jobb oldali bejárata

Az 1963. évi Karszt- és Barlangkutatási Tájékoztató 1–2. füzetében az olvasható, hogy a Szabó József Geológiai Technikum Barlangkutató Csoportjának tagjai 1962-ben vezettek egy munkatúrát a Martinovics-hegyen fekvő barlangba. A folyóirat 1963. évi évfolyamának barlangnévmutatója szerint az 1–2. füzetben említett barlang a Martinovich-hegyi-barlang. Az 1964-ben kiadott, Geológiai kirándulások Budapest környékén című könyvben van egy rövid ismertetés, amely szerint a helyiek a Martinovics-hegyen található, kristályokkal kibélelt, egy vagy két darab nagy méretű, barlangszerű üreg alapján a hegyen lévő nagy kőfejtőt kristálybarlangnak hívták. Az 1966-ban megjelent, Koch Sándor által írt könyvben a hegyben található repedésekről, kis üregekről lehet olvasni, de a barlang szót nem használta az író a hegyen található üregekre. A nagyobb hasadékok kristálypince jellegűek voltak. Az 1966-ban napvilágot látott Budai-hegység útikalauz szerint a Szabó József Geológiai Technikum barlangkutatói 1962-ben végeztek feltáró munkát a Kristálybarlangban, amelynek a Martinovics-hegy egyik kőbányájában van a bejárata.
Az 1976-ban befejezett, Bertalan Károly által összeállított, Magyarország barlangleltára című kéziratban az olvasható, hogy Budapest XII. kerületében, a martinovics-hegyi nagy kőfejtő udvarában, valószínűleg a Ny-i fal aljában található a Martinovicshegyi kristályüreg (Kissvábhegyi kristályüreg, Kristálypince). Bejáratát néha befalazták és köveket raktak bejáratába, hogy kristályait megvédjék. A valószínűleg hévizes eredetű üreg minden bizonnyal pár méter hosszú volt. Az üregben sok a kalcitkristály. Az üreg a feltárása után látványosság lehetne, de megóvása nem lenne egyszerű. A kézirat üreget ismertető része 2 irodalmi mű alapján van írva.

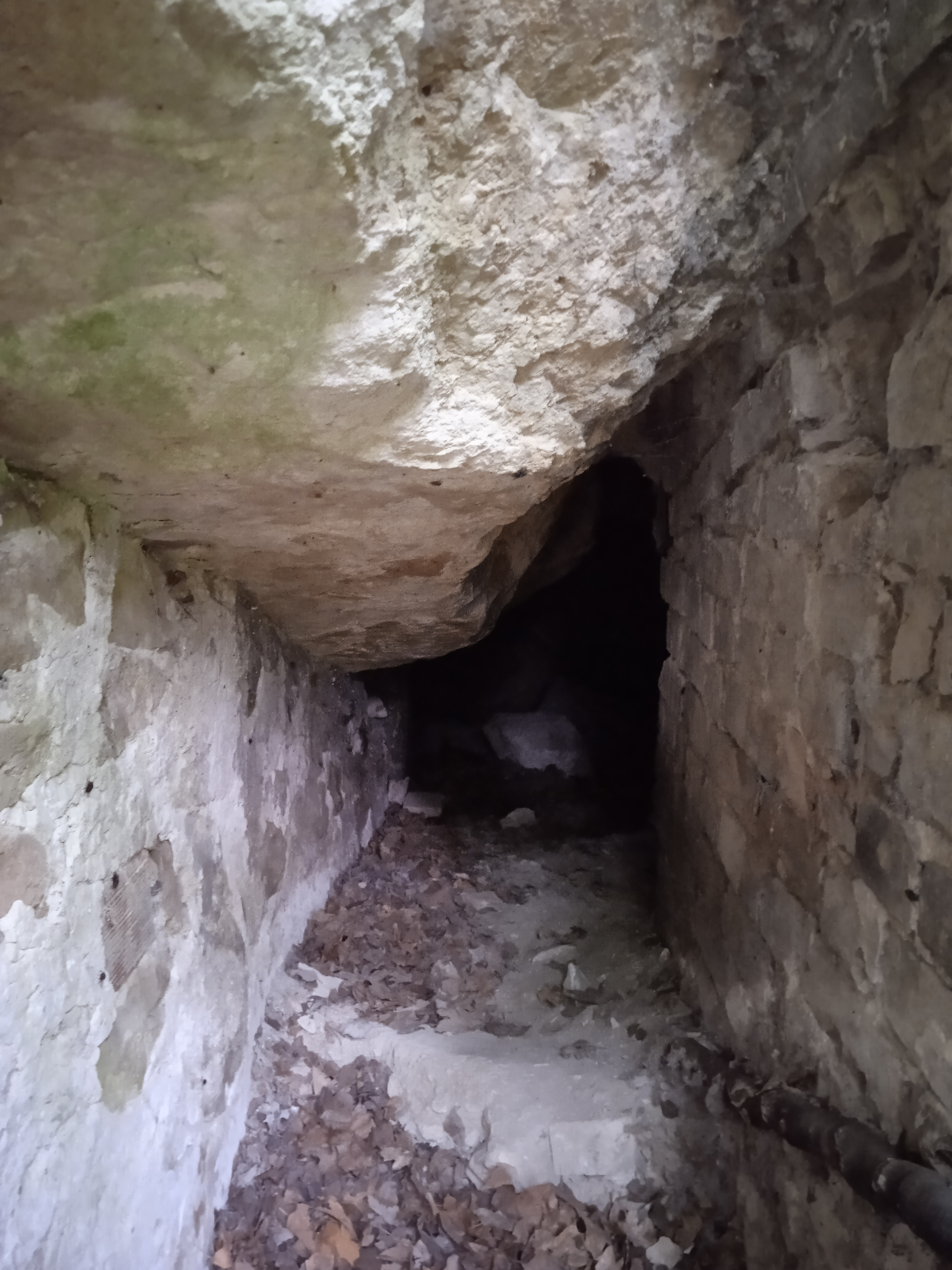
A Martinovics-hegyi Pince-barlang bal oldali bejárata

A Bertalan Károly és Schőnviszky László által összeállított, 1976-ban megjelent Magyar barlangtani bibliográfia barlangnévmutatójában meg van említve a Budai-hegységben lévő egyik barlang Kis-sváb-hegyi kőfejtő kristályürege néven. A barlangnévmutatóban meg van említve 2 irodalmi mű, amelyek foglalkoznak a barlanggal. Az 1982-ben napvilágot látott Budai-hegység útikalauzban szó van arról, hogy (1962-ben) feltáró munkát végeztek a Szabó József Geológiai Technikum barlangkutatói a Martinovics-hegy egyik kőbányájából nyíló Kristály-barlangban.
Az 1984-ben megjelent, Magyarország barlangjai című könyvben meg van említve, hogy a barlangi barit Budapesten található legnevezetesebb lelőhelye a Martinovics-hegyen lévő kis barlang volt addig, amíg az üregnek helyet adó telek tulajdonosa megunta az ásványgyűjtőket, és ezért szurokkal vastagon lekente a borsárga táblás kristályokat. Koch Sándor a szomorú véget ért, Martinovics-hegyen lévő üregben, a fennőtt sárga kalcitkristályok között elhelyezkedő fluoritnyomokat és 0,3–0,6 mm-es kristálytűkből álló goethitet talált. A kiadvány országos barlanglistájában szerepel a Budai-hegységben lévő egyik barlang Kis-Sváb-hegyi kőfejtő sziklaürege néven, Kissvábhegyi kristályüreg és Martinovich-hegyi barlang névváltozatokkal. A listához kapcsolódóan látható a Dunazug-hegység barlangjainak földrajzi elhelyezkedését bemutató, 1:500 000-es méretarányú térképen a barlang földrajzi elhelyezkedése.
A Magyar Karszt- és Barlangkutató Társulat 1987. évi központi kutatótáborának tábori tájékoztatójában az van írva, hogy a Budai-hegységben, forró víz hatására létrejöttek kristályokkal kitöltött hasadékok. A legszebbek a Martinovics-hegyen voltak és járható méretű volt némelyik. A kőfejtőt azóta feltöltötték, ezért legtöbbjük jelenleg hozzáférhetetlen, pedig az ásványtan szakemberei között híresek voltak az innen előkerült kalcitkristályok. Az 1993. évi Karszt és Barlangban kiadott tanulmányban szó van arról, hogy a Budai-hegység néhány pontján, akár ember számára járható méretű üregek falán, például a Martinovics-hegyi üregben található kalcit. A barlang 2005-ben készült nyilvántartólapja szerint a 4732-27 barlangkataszteri számú Martinovics-hegyi Pince-barlang (Budapest, Budai-hegység, Martinovics-hegy) másik neve Kétlyukú-barlang. A barlang egyik bejárata 0,7×0,7 m-es, a másik pedig 1,1×0,9 m-es. A részletesen felmért barlang 5 m hosszú, 3,5 m függőleges kiterjedésű, 2,5 m magas, 1 m mély és 5 m vízszintes kiterjedésű.